# Miercani, Argeș
Miercani este un sat în comuna Uda din județul Argeș, Muntenia, România.